# إيفيلين نج
إيفيلين نج هي لاعبة بوكر كندية، ولدت في 14 سبتمبر 1975 في تورونتو في كندا.